# Ansapit
Ansapit (franska: Anse-à-Pitres) är en kommun i Haiti.   Den ligger i departementet Sud-Est, i den sydöstra delen av landet, 70 km sydost om huvudstaden Port-au-Prince.